# Stazione di Friburgo
La stazione di Friburgo (in francese gare de Fribourg, in tedesco Bahnhof Freiburg) è la principale stazione ferroviaria a servizio dell'omonima città svizzera. È gestita dalle Ferrovie Federali Svizzere.